# Pablo Pérez-Mínguez
Pablo Pérez-Mínguez Poch (Madrid, 29 de desembre de 1946 - Madrid, 22 de novembre de 2012) va ser un fotògraf espanyol. Va realitzar diverses iniciatives en favor de l'art fotogràfic: revistes com a Nueva Lente, projectes com el Photocentro, el Fotomuseo d'Alcalá de Henares, etc. No obstant això, va ser més conegut per ser retratista de la moguda madrilenya.

## Primers anys
Neix a Madrid i després dels seus estudis de batxillerat inicia estudis d'enginyeria agrònoma als quals no dedica els esforços necessaris, ja que els seus interessos es dirigeixen a la fotografia. En la seva adolescència s'inicia en la tècnica fotogràfica mitjançant un curs per correu, fet compartit amb altres fotògrafs d'aquests anys degut a ser un dels pocs recursos formatius existents en el camp fotogràfic en aquella època. Fins a 1970 participa en diversos concursos de fotografia universitaris i d'agrupacions fotogràfiques. També inicia col·laboracions en els mitjans de comunicació i en mitjans artístics.

## La revista Nueva Lente i Photocentro
En 1971 és cofundador de la revista Nueva Lente i al costat de Carlos Serrano, el seu director artístic. La seva aportació en aquesta revista ocupa un lloc destacat en fomentar-se un canvi significatiu en la consideració artística de la producció fotogràfica a Espanya.
En 1975 passa a dirigir el Photocentro que apareix com un edifici dedicat a la fotografia, disposava d'una photo-galeria per a exposicions d'artistes fotogràfics, photo-escola per a la formació en el camp de la fotografia, photo-biblioteca, photo-botiga i photo-bar. Després d'importants discrepàncies amb els gerents torna a la direcció de la revista Nueva Lente en 1979 per un breu període.

## La moguda
Durant els anys de la moguda participa activament sent un de les seves fotògrafs més destacats. Va fer retrats a la majoria dels seus protagonistes amb un estil molt personal, a més ha produït una part important del material gràfic de la moguda. En el seu estudi es van realitzar diferents activitats i fins i tot es van rodar escenes de la pel·lícula Laberinto de pasiones de Pedro Almodóvar.
Després dels anys de la moguda col·labora en la ràdio, va fundar una galeria d'art i participà en nombroses activitats fotogràfiques.

## Exposicions i premis
Entre els més destacades es troben:
- 1973 Juegos cerrados, Galería Amadis, Madrid
- 1979 Mi Vida Misma, La Photogalería, Madrid
- 1980 Madrid Foto-Poro, Galería de Buades, Madrid; y Diapo-Party, Museo Español de Arte Contemporáneo, Madrid.
- 1983 Vírgenes y Mártires, Galería Palace, Granada y Galería del Ateneo, Málaga. Foto-Movida, Galería C.M.U. Isabel la Católica, Granada. Fotola, Sala Rock-Ola, Madrid.
- 1985 PPM: Nueva Colección, Sala Municipal, Santoña, Santander. Lo Hipnótico es Estético, Galería Spectrum, Zaragoza. Arco-Iris Foto-Exprex, Arco´85, Stand Galería SEN, Madrid. Fotobsesión, Galería SEN, Madrid.
- 1997 La Punta del Iceberg, Talismán Gallery, Madrid.
- 1999 999/000, Terceros Encuentros Fotográficos, Alepo, Siria.[5]
- 2000 La Movida Madrileña de los 80, Instituto Cervantes de Rabat y Casablanca, Marruecos.
- 2002 Carne Viva, Sala de Diputación, Málaga. 33 Iconos de Tierra Santa, Museo de América, Madrid.
- 2005 La Movida de Pablo: Fotógrafo de Leyenda. Sala Macarena, Miami, EUA.
- 2006 Premio Nacional de Fotografía del Ministerio de Cultura en Madrid. Miradas, Manchester, Reino Unido.[6] Mi Movida Madrileña, Museo Municipal de Arte Contemporáneo, Madrid.
- 2008 Detalles invisibles Photoespaña 2008, Museo de América, Madrid.[7]

### Llibres publicats
- Pérez-Mínguez, P.; Moreau Sánchez, Alexis (2000). Metamorfosis 2000. Madrid: La Fábrica. ISBN 978-84-95471-07-9.
- Pérez-Mínguez, P. (2005). Miradas. Madrid: Edición de autor. ISBN 978-84-8048-671-2.
- Pérez-Mínguez, P. (2006). Mi movida : fotografías, 1979-1985. Lumwerg S.L. ISBN 978-84-9785-279-1.
- Pérez-Mínguez, P. (2008). Pablo Pérez-Mínguez, Detalles invisibles : fotografías, 1968-2008. Madrid: Ministerio de Cultura. Publicaciones. ISBN 978-84-8181-375-3.